# 奧杜邦 (喬治亞州)
奧杜邦（英語：Audubon）是位於美國喬治亞州戈登縣的一個非建制地區。該地的面積和人口皆未知。

## 地理
奧杜邦的座標為34°33′58″N 84°49′09″W / 34.56611°N 84.81917°W，而該地的平均海拔高度為210米（即689英尺）。